# Hiyori Kon
Hiyori Kon (em japonês, 今 日和) é uma lutadora de sumô amadora japonesa, conhecida por defender a igualdade de direitos para as mulheres competirem profissionalmente no Japão. Ela foi incluída na lista da BBC de 100 mulheres mais inspiradoras e influentes de todo o mundo para 2019.

## Biografia
Nascida em agosto de 1997, em Ajigasawa, Aomori, Japão, Hiori Kon começou a lutar na primeira série quando tinha seis anos, inspirada pelo interesse de seus irmãos, e começou a competir e vencer meninos. Quando chegou à universidade, estudando teoria de gênero na Universidade Ritsumeikan, tornou-se a terceira mulher a ingressar no clube de sumô. Hiori Kon acredita que a luta de sumô não é apenas um esporte, mas uma forma de expressão.
O Japão é o único país do mundo onde o sumô é praticado profissionalmente, governado pela Associação Japonesa de Sumô. De acordo com as antigas crenças xintoístas e budistas do sumô, as mulheres não podem entrar ou tocar no ringue de luta livre (dohyō), pois são consideradas "impuras". A JSA segue esta tradição que tem sido firmemente mantida ao longo dos séculos, acreditando que mudá-la seria uma desonra para todos os seus antepassados. Isso foi aplicado a tal ponto que duas mulheres tiveram problemas com um árbitro por entrar no ringue para prestar primeiros socorros a um homem que desmaiou em 2018, embora um oficial da JSA posteriormente desaprovasse as ações do árbitro, pois era uma situação com possibilidade de morte.
Existem várias competições de sumô amador no Japão e em todo o mundo onde as mulheres competem. Hiori Kon venceu a divisão de peso pesado do Campeonato Mundial Feminino Júnior de Sumô em 2014 e em 2015. Ela também competiu nos Campeonatos Mundiais de Sumô de 2018 e 2019, onde conquistou a medalha de prata nas duas vezes. Hiori Kon foi tema de Little Miss Sumo, um documentário da Netflix de 2019, dirigido por Matt Kay que a acompanhou até o campeonato de 2018. Depois de se formar na universidade, Hiori se juntou à equipe de sumô patrocinada pela Aisin Seiki, sendo seu primeiro membro feminino. Em 2022, Hiori Kon conquistou a medalha de prata nos Jogos Mundiais no peso aberto feminino.